# 迳头镇
迳头镇，是中华人民共和国广东省清远市佛冈县下辖的一个乡镇级行政单位。

## 行政区划
迳头镇下辖以下地区：
迳头社区、青竹村、湖洋村、仓前村、迳头村、大陂村、大村、楼下村、龙冈村、井冈村和社坪村。